# Hyperinae
Hyperinae Marseul, 1863 è una sottofamiglia di coleotteri della famiglia Curculionidae.

## Tassonomia
Comprende le seguenti tribù:
- Cepurini Capiomont, 1867
- Hyperini Marseul, 1863